# Flash Gordon à la conquête de l'univers
Pour plus de détails, voir Fiche technique et Distribution.
Flash Gordon à la conquête de l'univers (Flash Gordon Conquers the Universe)  est un serial réalisé par Ford Beebe et Ray Taylor en 1940. Le rôle titre est joué par Buster Crabbe.
En France, il a été diffusé à partir du 9 septembre 1986
 sur Canal+. Rediffusion de 3 épisodes lors de la soirée En route vers les étoiles le 16 janvier 1994 sur Arte,. 

## Synopsis
Flash Gordon et ses amis Dale Arden et Zarkov doivent empêcher l'empereur Ming de la planète Mongo d'utiliser sa nouvelle arme, la Mort Rouge, contre la Terre.

## Distribution

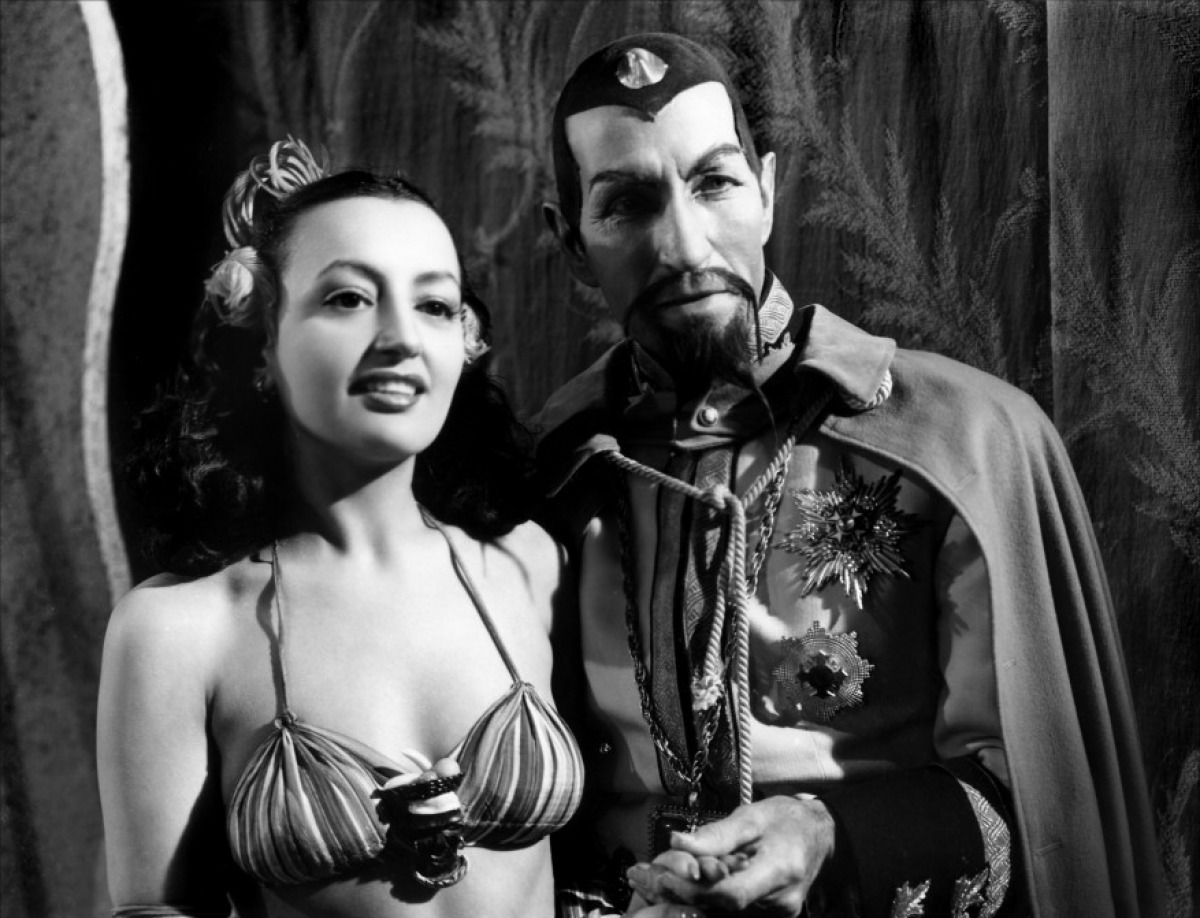
Carmen D'Antonio et Charles Middleton (Ming)

- Buster Crabbe : Flash Gordon
- Carol Hughes : Dale Arden
- Frank Shannon : Dr. Zarkov
- Charles B. Middleton : Ming
- Roland Drew : Prince Barin
- Shirley Deane : Princess Aura
- Donald Curtis : Captain Ronal
- Lee Powell : Radio Officer Roka
- Anne Gwynne : Lady Sonja
- John Hamilton : Professor Gordon